# Modlo
Modlo ist eine osttimoresische Siedlung im Suco Fadabloco (Verwaltungsamt Remexio, Gemeinde Aileu).

## Geographie
Der Weiler (Bairo) Modlo liegt im Zentrum der Aldeia Raifatu in einer Meereshöhe von 1132 m auf einem Bergrücken. Westlich und östlich verlaufen in den Tälern Zuflüsse des Coioial. Die Flüsse gehören zum System des Nördlichen Laclós. Eine kleine Straße führt von Norden in die Siedlung und schwenkt dann nach Osten. Nördlich schließt sich der Weiler Manulete an. Der nächste Ort im Osten ist der Weiler Raemerhei im Suco Hautoho. Eine Piste führt nach Süden zum Weiler Tuturui.